# ليل المسافرين (مسلسل)
مسلسل ليل المسافرين هو أحد الأعمال التليفزيونية الدرامية التاريخية السورية من إنتاج عام 2000

## قصة المسلسل
مأخوذ عن قصة البؤساء لفيكتور هوغو
تدور أحداث العمل من 1890 إلى 1916 م بأواخر القرن العشرين يناقش عددا من المواضيع منها "الظلم، العدالة، الحب، الخير"، أما على مستوى الأحداث فهو يتابع مصير عدد من الشخصيات الروائية باقتدار، فشاكر الكوراني (عباس النوري) يدخل السجن ويحاكم على جريمة لم يقترفها، ويقاسي رحلة عذاب وهروب من سجن ضيق إلى سجن الحياة الأوسع، ويتمكن من تقمص شخصية ليست له ليحقق من خلالها مفهومه للعدالة، التي لا تتطابق بالضرورة مع القانون".
شخصية "روحية " (جيانا عيد) امرأة تمتلك روحاً غنية قادرة على تحويل الشر إلى خير، وتمكنها من تجاوز كل ما تعاني من عقبات ومصاعب لتصل إلى مستقر آمن، وهي شخصية أعتقد أنها ستلقي بطيفها على أجواء العمل لأنها مكتوبة في النص بطريقة يوحي اسمها "روحية" التي تمتلك وجهاً يحمل طاقة حزن هائل، وبالتالي سيكون قادراً على فرض إيقاعه على أجواء يعبرها الفرح كاستثناء".

## مكان وظروف التصوير
صور العمل تحت الثلج والمطر، في الصحراء، وفي 134 موقع تصوير في سوريا

## أبطال العمل
عباس النوري
شاكر الكوراني
جيانا عيد
روحية
زهير رمضان
زياد سعد
شادي زيدان
نبيل حلواني
توفيق إسكندر
ليليا الأطرش
غسان سلمان
قصي خولي
محسن غازي
محمد خاوندي
نضال حمود
نضير لكود
روعة ياسين
وائل وهبة